# Vornado Realty Trust
Vornado Realty Trust, (NYSE: VNO), är en amerikansk real estate investment trust som rankas som en av de största ägarna respektive förvaltarna av kommersiella fastigheter i USA med över 100 miljoner kvadratmeter till sitt förfogande. Deras fastighetsbestånd finns primärt i New York, NY och Washington, D.C. I New York förfogar de över 85 fastigheter med en totalyta på 22,7 miljoner kvadratmeter medan i Washington, D.C. äger och förvaltar de 73 fastigheter med total yta på 19,3 miljoner kvadratmeter. De äger och förfogar även över köpcentrum, varuhus och andra fastigheter som berör detaljhandel i de norra amerikanska delstaterna, Kalifornien och i Puerto Rico. De äger också 70% av skyskrapan 555 California Street (tidigare Bank of America Center) i San Francisco, Kalifornien och 32,6% av den multinationella leksakskedjan Toys "R" Us, Inc.